# Frank Marshall (filmproducent)
Frank Wilton Marshall (Glendale, Californië, 13 september 1946) is een Amerikaans filmproducent en -regisseur.

## Biografie
Marshall is bij het grote publiek bekend als producent van de Indiana Jones-films, de Back to the Future-trilogie en Jurassic World. Samen met Steven Spielberg en Kathleen Kennedy richtte hij in 1981 Amblin Entertainment op.

## Privé
Hij is getrouwd met filmproducente Kathleen Kennedy, die sinds oktober 2012 president is van Lucasfilm.

## Filmografie

### Acteur
- Targets - 1968
- The Last Picture Show - 1971
- Nickelodeon - 1976
- Raiders of the Lost Ark - 1981
- Indiana Jones and the Temple of Doom - 1984
- Hoot - 2006
- Arrietty - 2012

### (Uitvoerend) producent
- Paper Moon - 1973
- Nickelodeon - 1976
- Raiders of the Lost Ark - 1981
- Poltergeist - 1982
- Indiana Jones and the Temple of Doom - 1984
- The Color Purple - 1985
- Back to the Future - 1985
- The Money Pit - 1986
- Empire of the Sun - 1987
- *batteries not included - 1987
- Who Framed Roger Rabbit - 1988
- Platvoet en zijn vriendjes - 1988
- Always - 1989
- Back to the Future Part II - 1989
- Indiana Jones and the Last Crusade - 1989
- Arachnophobia - 1990
- Back to the Future Part III - 1990
- Cape Fear - 1991
- Hook - 1991
- Tiny Toon Adventures: How I Spent My Vacation - 1992
- Noises Off - 1992
- Milk Money - 1994
- The Indian in the Cupboard - 1995
- The Sixth Sense - 1999
- Snow Falling on Cedars - 1999
- A Map of the World - 1999
- Signs - 2002
- The Bourne Identity - 2002
- Seabiscuit - 2003
- The Young Black Stallion - 2003
- The Bourne Supremacy - 2004
- Roving Mars - 2006
- Hoot - 2006
- The Bourne Ultimatum - 2007
- Indiana Jones and the Kingdom of the Crystal Skull - 2008
- The Curious Case of Benjamin Button - 2008
- Crossing Over - 2009
- Ponyo - 2009
- The Last Airbender - 2010
- Arrietty - 2012
- The Bourne Legacy - 2012
- From Up on Poppy Hill - 2013
- The Wind Rises - 2014
- The Tale of the Princess Kaguya - 2014
- Jurassic World - 2015
- Jurassic World: Fallen Kingdom - 2018
- Jurassic World Dominion - 2022
- Indiana Jones and the Dial of Destiny - 2023
- Jurassic World Rebirth - 2025

### Regisseur
- Arachnophobia - 1990
- Alive - 1993
- Congo - 1995
- Eight Below - 2006